# Репрезентација Протектората Бохемије и Моравске у хокеју на леду
Хокејашка репрезентација Бохемије и Моравске (чеш. Hokejová reprezentace Protektorátu Čechy a Morava) била је репрезентација у хокеју на леду која је на међународној сцени у периоду између 1940. и 1945. представљала немачки протекторат Бохемију и Моравску, односно територију Чешке окупирану од стране нацистичке Немачке.
Екипа је у периоду између 11. јануара и 7. фебруара 1940. одиграла укупно 6 пријатељских утакмица, уз учинак од 5 победа и један нерешен резултат. Расформирана је по окончању Другог светског рата, и инкорпорирана у реформисану репрезентацију Чехословачке.

## Историјат
Репрезентација Протектората Бохемија и Моравска одиграла је прву званичну утакмицу 11. јануара 1940. у Прагу против селекције Немачке, остваривши и прву победу резултатом 5:1. За Бохемијско-моравски тим углавном су наступали играчи који су чинили окосницу предратне репрезентације Чехословачке. Након тога екипа је почетком фебруара учестовала на турниру у Гармишу где су јој ривали биле још изабране селекције Мађарске, Италије и Словачке. Чешки тим је у све три утакмице остварио убедљиве победе без примљеног гола.
По повратку са турнира у Гармишу екипа је одиграла још две пријатељске утакмице против Мађарске у Прагу.

## Биланс са осталим репрезентацијама
Репрезентација Бохемије и Моравске одиграла је свега 6 утакмица и забележила 5 победа и 1 нерешен резултат:
| Противник | УТ | Поб | Н | Пор | Г+ | Г- | ГР  |
| --------- | -- | --- | - | --- | -- | -- | --- |
| Мађарска  | 3  | 2   | 0 | 1   | 9  | 2  | +7  |
| Италија   | 1  | 1   | 0 | 0   | 5  | 0  | +5  |
| Словачка  | 1  | 1   | 0 | 0   | 12 | 0  | +12 |
| Немачка   | 1  | 1   | 0 | 0   | 5  | 1  | +4  |
| Укупно    | 6  | 5   | 1 | 0   | 31 | 3  | +28 |